# Club Sportivo Ben Hur
El Club Sportivo Ben Hur o simplemente conocido como Ben Hur es una institución deportiva de la ciudad de Rafaela, Provincia de Santa Fe, Argentina fundada el 17 de junio de 1940. Desde 2025 participa en el Torneo Federal A, la tercera categoría del fútbol argentino. 
Esta última se convirtió en los últimos años en la disciplina más representativa, debido a que obtuvo los logros más importantes para la entidad: Campeón de la Liga Nacional de Básquet (LNB) en 2005 y de la Liga Sudamericana de Clubes en 2006. No obstante el fútbol es el deporte más popular, cuyo equipo en la actualidad participa de la cuarta división del fútbol argentino.
En materia de fútbol, el club disputa partidos en la Liga Rafaelina. A su vez, supo participar en categorías del ascenso argentino, como también en ediciones de la Copa Argentina. Su estadio es el Néstor Zenklusen, también llamado Parque Barrio Ilolay, ubicado en Ituzaingó 1025 del Barrio Ilolay.
Debido a las participaciones de su equipo de primera división de fútbol en los torneos nacionales argentinos, es considerado como uno de los tres grandes clubes rafaelinos, por lo que sus cruces con los otros dos representantes de la ciudad son considerados clásicos. En efecto, con Atlético Rafaela disputa una versión del Clásico Rafaelino, el cual tuvo episodios en los torneos de ascenso nacionales. A su vez, también disputa otra versión de Clásico Rafaelino con 9 de Julio. Según otras fuentes, se le adjudica también una rivalidad histórica con Peñarol del Barrio Villa Rosas, sin embargo este último club tiene sus rivalidades en Argentino Quilmes y Ferrocarril del Estado, ambos también de Rafaela.
Cuenta con diversas disciplinas, como aeróbic, ajedrez, bochas, boxeo, hockey, natación, fútbol y básquetbol, entre otras.

## Historia

### Creación del club
Corría el año 1940, cuando Ideolindo Garrapa y Salvador Pasini, dos amigos habitués del Bar La Gloria de Rafaela, comenzaron a delinear la idea de formar un nuevo espacio público, que convocase a la juventud de la localidad. La idea de Garrapa en un principio, era la de organizar una bailanta abierta, para fomentar los encuentros sociales. En cambio y en vistas a la ausencia de entidades deportivas en el sur de la ciudad, Pasini propuso la creación de un club deportivo para fomentar principalmente, la práctica del fútbol en la juventud. 
De esta forma, la idea de Pasini tuvo acompañamiento de Garrapa y toda la barra de amigos del Bar La Gloria, quienes comenzaron a realizar reuniones en una casa ubicada en Garibaldi 478, perteneciente a la familia Pesce. Allí finalmente, el 17 de junio de 1940, los presentes aprobaron la idea de Pasini, dando origen al nuevo Club Sportivo. 
Sin embargo, todavía faltaba definir un nombre para la nueva institución. En este aspecto, el primer nombre que se propuso fue el de Sportivo Barracas, sin embargo, el mismo no tuvo asidero ya que consideraron que no iba a despertar interés en los habitantes. Fue ahí donde surgió la figura de Rubén Primo, quien en la previa a una de las reuniones formativas del club, había asistido junto a un grupo de amigos a una función de cine, donde se proyectó la película  Ben-Hur de 1925, la cual trataba la historia de un guerrero de las épocas del imperio romano. La figura del protagonista de la película, fue inspiración suficiente para Primo como para proponer su nombre para el club. De esta forma y ante la aprobación de los presentes, la entidad pasó a ser conocida como Club Sportivo Ben Hur.
- Fuente:[11]

### Elección de los colores y el formato de la camiseta
Uno de los puntos distintivos que tuvo mayor consenso a la hora de crear la identidad del Club Ben Hur, fue la elección de sus colores. Ya en esa época, se encontraban presentes los clubes 9 de Julio (identificado con el rojo y blanco), Atlético Rafaela (celeste y blanco) y Peñarol (azul Francia y blanco). En este contexto, los colores elegidos para Ben Hur fueron el azul marino y blanco, el cual no tuvo discusiones.
A todo esto, la idea de los colores trajo aparejado un patrón de orden como condición. Tanto 9 de Julio, como Atlético Rafaela habían adoptado los bastones verticales para su camiseta, mientras que Peñarol hacía lo propio con la V azulada, similar al Club Atlético Vélez Sarsfield de Buenos Aires. En respuesta a ello, Ben Hur decidió adoptar el formato "banda presidencial", combinando una banda diagonal ascendente de derecha a izquierda, de color blanco, sobre un fondo azul marino. 
- Fuente:[12]

### Acta fundacional
El citado documento fundacional, textualmente, expresa:
«En la ciudad de Rafaela, Departamento Castellanos, Provincia de Santa Fe, a diecisiete de junio de mil novecientos cuarenta, siendo las veintiuna horas, se reúnen en la casa del señor Alberto Pesce, calle Garibaldi 478, los señores A. Vottero, R. Primo, I. Garrappa, A. Giailevra, S. Pasini, A. Pesce, J. Pasini, N. Garrappa, A. Vottero, R. Marin, O. Zaffetti, D. Pesce, R. Vottero, O. Galiano, F. Gaboli, A. Volta, O. Felissia, F. Hugentobler, H. Bonino, R. Martín; M. Salinas y N. Zaffetti, para fundar una entidad deportiva que fomentará los siguientes deportes: fútbol, básquetbol y bochas, y formar una comisión directiva, que regirá los destinos de dicha institución. Se procede a la elección de la misma, quedando constituida de la siguiente manera: Presidente, Salvador Pasini; vicepresidente, Alberto Pesce; secretario, Amaranto Vottero; prosecretario, Reynaldo Marín; tesorero, Ideolindo Garrappa; protesorero, Anselmo Giailevra; vocales Rubén Primo, Aldo Volta y Osvaldo Zaffetti; revisores de cuentas: Rodolfo Vottero y Néstor Zaffetti.
Primero: Denominar a la citada entidad «Club Sportivo Ben Hur»; Segundo: Usar como emblema los colores azul y blanco; Tercero: Resuélvase declarar abierta la inscripción de socios fundadores hasta el día treinta del corriente. Las boletas correspondientes podrán solicitarlas a los señores miembros de la comisión directiva, creándose una tarifa única de socios activos, los cuales deberán abonar una cuota mensual de $ 0,50 m/n; Cuarto: Autorizar a la presidencia para que en fecha próxima convoque una reunión, con lo que terminó el acto siendo las veintitrés horas cuarenta minutos, firmando la presente para constancia los señores precedentemente nombrados».

### Participación Primera B Nacional (2005 - 2008)
El plantel que obtuvo el ascenso a la B Nacional tras ganar el torneo Argentino A 2004/05:
- Arqueros: Daniel Bertoya, Martín Sanchis y Roberto Ceberio.

- Defensores: Juan Otal, José María Paz, Diego Restelli, Juan Sabia, Iván Marcolini, Jesús Artaza y Gonzalo Trucco.

- Mediocampistas: Damián Andermatten, Wander de Almeida, Fernando Fontana, Cristian Giaccomini, Luciano Guzmán, Lucas Lorenzatti, Miguel Monay, Facundo Rodríguez, Andrés Romero, Miguel Vaca, Darío Cabrol, Mauricio Peralta, Alejandro Ruatta y Alejandro Carrizo.

- Delanteros: Juan Ramón Balmaceda, Rodrigo Gandín, Diego Muñoz, Gustavo Sandoval, Ariel Suligoy, Luciano Varaldo, Claudio Coronel y Leandro Zárate.

Cuerpo técnico: Carlos Trullet (Director Técnico), Carlos Horacio Miori (Ayudante de campo), Diego Burkhard (Preparador físico), Jorge Barbey (Utilero), Miguel Ledesma (Masajista), Dr. Gerardo Beceyro y Dr. Mauro Vázquez (Médicos).
Aquel histórico 8 de agosto de 2005, en cancha de Defensores de Belgrano, Ben Hur debutaba en la Primera "B" Nacional perdiendo por 3-0 frente a Almagro. Diego Villalba, Diego Romano y Fernando Méndez de penal marcaron los tantos del tricolor aquella fría noche en Capital Federal. Carlos Trullet decidió salir con la siguiente alineación: Daniel Bertoya; Diego Restelli, José María Paz y Hernán Biasotto; Fernando Fontana, Alejandro Vaca, Daniel Dobrick y Andrés Romero; Mariano Echagüe y Adrián Giampietri; Claudio Bustos solo en la delantera. Luego vendría un muy buen Torneo Apertura, con victorias recordadas en condición de visitante contra equipos tales como Juventud Antoniana, Belgrano y Talleres. La BH pasó tres años en la segunda categoría del Fútbol Argentino, enfrentándose con clubes de renombre como San Martín de Tucumán,(quien se consagraría Campeón), Chacarita Juniors, Huracán, Quilmes, Ferro Carril Oeste, Platense, Nueva Chicago, Tigre, Unión de Santa Fe, Belgrano, Talleres e Instituto de Córdoba entre otros.

### Partidos contra Atlético Rafaela

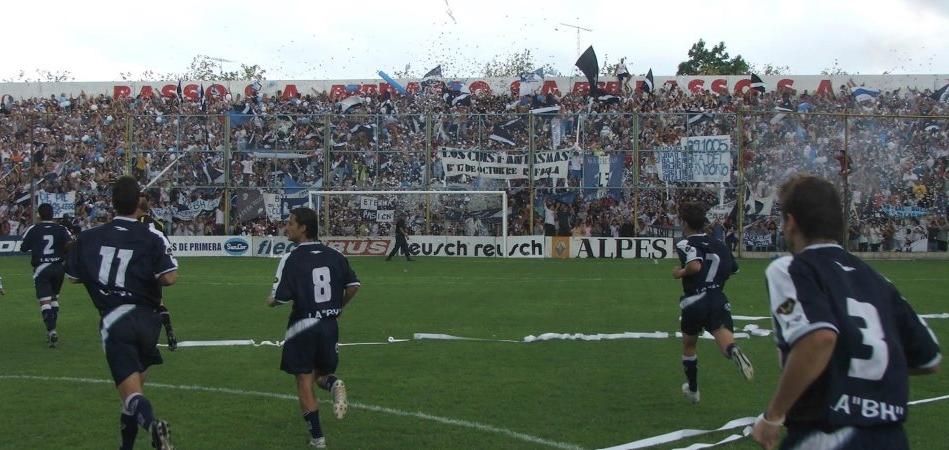
Partido vs. Atlético en el Nuevo Monumental

Una particularidad de su paso por la segunda división del fútbol argentino, fue la recreación del Clásico Rafaelino en un campeonato nacional de AFA, debido a las presentaciones de Ben Hur y uno de sus clásicos rivales: Atlético Rafaela. Hasta el año 2005, estos clubes sólo se enfrentaron por partidos de la Liga Rafaelina de Fútbol, por lo que se trataron de los primeros enfrentamientos a nivel nacional.
El historial del Clásico Rafaelino AR-BH en la Primera B Nacional, marcó que se cruzaron en 6 oportunidades. La primera tuvo lugar el 29 de octubre de 2005 en el Parque Barrio Ilolay, donde Ben Hur se impuso 2-0 en un partido que debió suspenderse por incidentes en la parcialidad de Atlético.
Los restantes partidos AR-BH en la Primera B Nacional, arrojaron los siguientes resultados:
- Clausura 2006, fecha 13: Atlético Rafaela 1 - Ben Hur 0. Estadio: Nuevo Monumental de Rafaela.
- Apertura 2006, fecha 15: Atlético Rafaela 4 - Ben Hur 1. Estadio: Nuevo Monumental de Rafaela.
- Clausura 2007, fecha 15: Ben Hur 1 - Atlético Rafaela 0. Estadio: Parque Barrio Ilolay
- Torneo 2007-08, fecha 17: Atlético Rafaela 2 - Ben Hur 2. Estadio: Nuevo Monumental de Rafaela.
- Torneo 2007-08, fecha 36: Ben Hur 2 - Atlético Rafaela 0. Estadio: Parque Barrio Ilolay

De esta forma, el historial del Clásico Rafaelino quedó favorable a Ben Hur, el cual se impuso en 3 ocasiones contra 2 de Atlético, habiendo empatado en el cotejo restante. Sin embargo y paradójicamente, la continuidad de este derbi a nivel nacional se vio interrumpida, por el descenso de Ben Hur tras el torneo bienal 2007-08.

### Crisis y descensos
En 2008, la crisis institucional hizo insostenible la participación y el equipo no pudo salvar la categoría. De esa forma se volvió a competir en el Torneo Argentino "A"
Dos años más tarde y tras pésimas campañas, Ben Hur volvió a descender, esta vez al Argentino B.

## Instalaciones
Posee dos predios; el Campo de Deportes, ubicado en Barrio Parque Ilolay y el Estadio «17 de Junio», ubicado en calle Saavedra 409.

### Campo de Deportes
En este predio se encuentra la pileta, el campamento, salón de eventos "José Corrales", quincho "Socios Fundadores", dos canchas de pádel, una cancha fútbol 5 y una de fútbol 7.
También esta el estadio de básquet "Coliseo del Sur" que es utilizado por las distintas categorías del Básquet Masculino. En el mismo se encuentra la "Sala Presidentes", donde la Comisión Directiva lleva adelante sus reuniones.
Además se encuentra El Estadio "Néstor Zenklusen" donde Ben Hur disputa sus partidos de local en el fútbol masculino. También se encuentra la pensión. Por debajo de la tribuna se localiza el "Gimnasio Sur". 
Lindante al Estadio se encuentran las canchas auxiliares, que son utilizadas para la práctica de Fútbol en todas sus categorías. Además se encuentran las oficinas administrativas, donde está ubicada la gerencia de la institución.

### Estadio "17 de Junio"
Este estadio es utilizado por las categorías femeninas de baloncesto. Al lado del mismo se encuentra la cancha auxiliar. Cuenta con tres canchas de bochas, donde también se encuentra el bar comedor.

### Centro Cultural Ben Hur
Aquí se localiza la Asociación Mutual del Club Sportivo Ben Hur, ubicada en calle San Lorenzo 258. En ese sector, la Institución realiza asambleas, conferencias, charlas, etc.

## Infraestructura

### Primeros estadios
La primera cancha estuvo ubicada entre las calles 26 de Enero, Sargento Cabral, Eduardo Oliber y Saavedra. Allí actuó Ben Hur hasta que compró su cancha propia; ubicada en las cercanías del sector.
La primera cancha de fútbol propia fue inaugurada el 7 de abril de 1946. El mismo estaba ubicado entre las calles 26 de Enero, Alfonsina Storni, Eduardo Oliber y Constitución.

### Estadio actual
El 20 de junio de 1974 se inauguraron las instalaciones deportivas en el Barrio Ilolay. 
Fue reinaugurado el 17 de junio de 1990 donde se jugó un partido entre Ben Hur y Sportivo Norte.
El 1 de julio de 1989, se inauguraron los nuevos vestuarios. 
En el año 2005 se construyeron tribunas, secretaría, sala de reuniones, plateas, pensión, palcos y cabinas.
El 11 de septiembre de 2018 se oficializó su nombre Estadio “Néstor Zenklusen” en reconocimiento al dirigente que formó parte por más de 30 años en diferentes comisiones directivas y subcomisiones. 
En la actualidad, el estadio cuenta con una capacidad para 12000 personas.

## Presidentes
| N.°  | Presidente          | Mandatos    |
| ---- | ------------------- | ----------- |
| 1.°  | Salvador Pasini     | 1940 - 1942 |
| 2.°  | Armando Williner    | 1942 - 1944 |
| 3.°  | Juan Mariano        | 1944 - 1950 |
| 4.°  | Manuel Quignard     | 1951 - 1952 |
| 5.°  | Domingo Pesce       | 1953 - 1953 |
| 6.°  | José Mosquera       | 1954 - 1956 |
| 7.°  | Eduardo Litjmaer    | 1956 - 1957 |
| 8.°  | Mateo López         | 1957 - 1958 |
| 9.°  | Oscar Felissia      | 1958 - 1959 |
| 10.° | Salvador Pasini     | 1960 - 1966 |
| 11.° | José Corrales       | 1966 - 1968 |
| 12.° | Santos Buffelli     | 1969 - 1971 |
| 13.° | Victorio Toppazzini | 1972 - 1977 |
| 14.° | Eloy Chiessa        | 1978 - 1979 |
| 15.° | Norberto Rosso      | 1980 - 1985 |
| 16.° | Domingo Nicola      | 1986 - 1986 |
| 17.° | Norberto Rosso      | 1987 - 1988 |
| 18.° | José Corrales       | 1988 - 1988 |
| 19.° | Isamel Mohamed      | 1989 - 1996 |
| 20.° | Juan Rocca          | 1997 - 2000 |
| 21.° | Fernando Muriel     | 2000 - 2002 |
| 22.° | Isamel Mohamed      | 2003 - 2005 |
| 23.° | Gerardo Beceyro     | 2006 - 2008 |
| 24.° | Juan Gramaglia      | 2008 - 2010 |
| 25.° | Néstor Zenklusen    | 2010 - 2017 |
| 26.° | Adrián Zenklusen    | 2017 - act  |

### Comisión directiva 2021-presente
| [[Archivo:\|link=\|22px\|Icono]]Comisión directiva |
| |
| - Presidente: Adrián Zenklusen - Vicepresidente: Alberto Trevisonno - Vicepresidente 2.°: Marcos Ibáñez - Secretario General: Rubén Dellasanta - Secretario de Actas: Viviana Gorosito - Pro Secretario Florencia Gatti - Secretario de Prensa Ezequiel Boiero - Tesorero Leandro Protti - Pro Tesorero Pablo Zenklusen - Vocal Titular 1.º: César Maldonado - Vocal Titular 2.º: Brenda Anderson - Vocal Titular 3.º: Rubén De Hoop - Vocal Titular 4.º: Gabriel Ferrero - Vocal Titular 5.º: Mariana Torres - Vocal Suplente 1.º: Gabriel Lagger - Vocal Suplente 2.º: Carlos Schonfeld - Sindico Titular: Matías Costamagna - Sindico Suplente: Guillermo Druetta |
| |

## Uniforme
Se debían elegir los colores para la divisa del nuevo club. Desde un principio se pensó en los colores azul y blanco. La idea encontró apoyo, pero con la consigna de que fuera con una banda presidencial blanca sobre el fondo azul de la casaca. No existía por ese entonces una camiseta similar en nuestra ciudad.
- Uniforme titular: Camiseta azul con una banda blanca que cae de forma oblicua de izquierda a derecha.
- Uniforme alternativo: Camiseta Blanca con una banda Azul que cae de forma oblicua de izquierda a derecha.

| Período       | Proveedor  |
| ------------- | ---------- |
| 1980-1989     | Ferrari    |
| 1990-1995     | Reusch     |
| 1996-1997     | Brisa      |
| 1997-1998     | Taiyo      |
| 1998-2002     | Brisa      |
| 2002-2005     | Grap       |
| 2005-2007     | Brisa      |
| 2007-2015     | For Export |
| 2016-Presente | Kalcomax   |

| Período   | Proveedor                                                                 |
| --------- | ------------------------------------------------------------------------- |
| 1986-1992 | Aníbal Deportes                                                           |
| 1993-1997 | Ilolay                                                                    |
| 1997-1998 | BH                                                                        |
| 1998-1999 | -                                                                         |
| 1999-2000 | Armando Telefonía                                                         |
| 2000-2005 | Cabal                                                                     |
| 2005-2006 | Over                                                                      |
| 2006-2008 | La Nueva Seguros                                                          |
| 2008-2010 | -                                                                         |
| 2010-2012 | Flecha Bus                                                                |
| 2012-2014 | -                                                                         |
| 2014      | Pyme Rural                                                                |
| 2015-2017 | Mutual de los Empresarios                                                 |
| 2017-2021 | RPM Concesionaria Chevrolet                                               |
| 2022-2024 | Grandview Hoteles y A&C Soluciones Oleohidráulicas                        |
| 2025-Act  | Grandview Hoteles, A&C Soluciones Oleohidráulicas y Laboratorios Over SRL |

## Jugadores

### Plantel 2025
- Actualizado al 13 de marzo de 2025

- Los equipos argentinos están limitados a tener un cupo máximo de seis jugadores extranjeros, aunque solo cinco podrán firmar la planilla del partido

#### Altas
| Verano                |                |                     |          |
| Francisco Rivadeneira | Guardameta     | Arsenal de Sarandí  | Libre    |
| Lucio Urquía          | Defensa        | Atlético Carcarañá  | Libre    |
| Camilo Albornoz       | Centrocampista | Atlético Tucumán    | Libre    |
| Juan Ignacio Bircher  | Centrocampista | Unión de Santa Fe   | Préstamo |
| Claudio Albarracín    | Delantero      | Colón de San Justo  | Libre    |
| Franco Caballero      | Delantero      | Defensores Unidos   | Libre    |
| Juan Cruz Giacone     | Delantero      | Talleres de Córdoba | Préstamo |
| Emiliano Gómez        | Delantero      | Deportivo Rincón    | Libre    |
| Kevin Velázquez       | Delantero      | Atlético Tostado    | Libre    |
| Invierno              |                |                     |          |
| -                     | -              | -                   | -        |

#### Bajas
| Verano          |           |                 |                 |
| Nahuel Sandrone | Delantero | Unión de Alicia | Fin de contrato |
| Invierno        |           |                 |                 |
| -               | -         | -               | -               |

## Datos del club
Total de temporadas en AFA: 29
- Temporadas en Primera División: 0
- Temporadas en Segunda División: 3
  - B Nacional: 3 (2005-06 - 2007-08).
    - Ubicación en la tabla histórica de Segunda División: 66.º
    - Mejor posición: 12.º (2005-06).
    - Peor posición: 19.º (2007-08).
    - Máxima goleada a favor: Ben Hur 3-0 Huracán (TA) (2005-06); Ben Hur 3-0 Aldosivi (2005-06).
    - Máxima goleada en contra: Ben Hur 0-4 San Martín (SJ) (2006-07).
- Temporadas en Tercera División: 12
  - Torneo Argentino A: 11 (1996-97 - 2004-05, 2008-09 - 2009-10).
  - Torneo Federal A: 1 (2025)
    - Ubicación en la tabla histórica de Tercera División: 28.°
    - Mejor ubicación: 1.° (2004-05).
    - Peor ubicación: 25.° (2008-09).
    - Máxima goleada a favor: Ben Hur 6-1 Club Atlético Candelaria (2004-05).
    - Máxima goleada en contra: Ben Hur 2-7 Patronato (2009-10).
- Temporadas en Cuarta División: 16
  - Torneo Argentino B: 5 (1995-96, 2010-11 - 2013-14).
  - Torneo Federal B: 4 (2014 - 2017).
  - Torneo Regional Federal Amateur: 7 (2019 - 2024-25).
    - Mejor posición: Ganador (2024-25).
    - Peor posición: 10.º Zona 5 (2012-13).
    - Máxima goleada a favor: Ben Hur 9-0 9 de Julio de Arocena (2023-24); Miramar de Arroyo Aguiar 0-9 Ben Hur (2024-25).
    - Máxima goleada en contra: Ben Hur 0-4 Tiro Federal de Morteros (2012-13).
- Jugador con más presencias: (125) Diego Restelli.
- Máximo goleador histórico: (36) Claudio Bustos.

#### Divisiones disputadas por año
- Ascensos
  -  En 1996 a Argentino A.
  -  En 2005 a B Nacional.
  -  En 2025 a Torneo Federal A.
- Descensos
  -  En 2008 a Argentino A.
  -  En 2010 a Argentino B.

## Temporadas
| B Nacional 2005-06 | 12°  | 38  | 12 | 14 | 12 | 37  | 35  |
| B Nacional 2006-07 | 18°  | 41  | 12 | 7  | 22 | 45  | 62  |
| B Nacional 2007-08 | 19°  | 38  | 9  | 11 | 18 | 31  | 46  |
| Total              | 72.º | 117 | 33 | 32 | 52 | 113 | 143 |

| Argentino A 1997-98 | 1ª ronda | 16  | 6  | 7  | 3  | 26  | 17  |
| Argentino A 1998-99 | 1ª ronda | 14  | 3  | 7  | 4  | 19  | 18  |
| Argentino A 1999-00 | 2ª ronda | 24  | 13 | 4  | 7  | 29  | 24  |
| Argentino A 2000-01 | 2ª ronda | 26  | 11 | 9  | 6  | 44  | 32  |
| Argentino A 2001-02 | 2ª ronda | 28  | 11 | 9  | 8  | 48  | 36  |
| Argentino A 2002-03 | 1ª ronda | 20  | 7  | 6  | 7  | 35  | 27  |
| Argentino A 2003-04 | 2ª ronda | 22  | 8  | 6  | 8  | 26  | 24  |
| Argentino A 2004-05 | Campeón  | 34  | 18 | 8  | 8  | 61  | 37  |
| Argentino A 2008-09 | 1ª ronda | 32  | 8  | 10 | 14 | 29  | 44  |
| Argentino A 2009-10 | 1ª ronda | 32  | 6  | 6  | 20 | 24  | 50  |
| Total               | -        | 248 | 91 | 72 | 85 | 341 | 309 |

| Torneo Argentino B 1996-97 | Ascenso    | 25  | 16  | 8  | 1  | 58  | 22  |
| Torneo Argentino B 2010-11 | 1ª ronda   | 24  | 10  | 4  | 10 | 34  | 34  |
| Torneo Argentino B 2011-12 | 2ª ronda   | 34  | 9   | 12 | 13 | 35  | 51  |
| Torneo Argentino B 2012-13 | 1ª ronda   | 26  | 8   | 10 | 8  | 30  | 32  |
| Torneo Argentino B 2013-14 | 1ª ronda   | 18  | 5   | 6  | 7  | 23  | 23  |
| Torneo Federal B 2014      | 1ª ronda   | 14  | 4   | 6  | 4  | 12  | 15  |
| Torneo Federal B 2015      | 2ª ronda   | 26  | 9   | 9  | 8  | 32  | 25  |
| Torneo Federal B 2016      | 3ª ronda   | 14  | 5   | 5  | 4  | 16  | 14  |
| Complementario 2016        | Subcampeón | 18  | 9   | 6  | 3  | 19  | 12  |
| Torneo Federal B 2017      | 1ª ronda   | 18  | 7   | 5  | 6  | 24  | 17  |
| Regional Federal 2019      | Semifinal  | 16  | 7   | 4  | 5  | 21  | 19  |
| Regional Federal 2020      | Suspendida | 5   | 4   | 0  | 1  | 10  | 2   |
| Regional Federal 2020-21   | Subcampeón | 8   | 5   | 1  | 2  | 16  | 8   |
| Regional Federal 2021-22   | 2ª ronda   | 6   | 3   | 2  | 1  | 11  | 5   |
| Regional Federal 2022-23   | Semifinal  | 12  | 6   | 5  | 1  | 15  | 3   |
| Regional Federal 2023-24   | Finalista  | 14  | 7   | 6  | 1  | 32  | 5   |
| Regional Federal 2024-25   | Campeón    | 15  | 9   | 5  | 1  | 26  | 3   |
| Total                      | -          | 293 | 123 | 94 | 76 | 414 | 290 |

| Copa Argentina 2011/12 | 2ª ronda | 1  | 0 | 0 | 1 | 0  | 2  |
| Copa Argentina 2012/13 | 5ª ronda | 4  | 2 | 2 | 0 | 3  | 1  |
| Copa Argentina 2013/14 | 3ª ronda | 2  | 1 | 0 | 1 | 3  | 3  |
| Copa Argentina 2014/15 | 3ª ronda | 1  | 0 | 0 | 1 | 1  | 2  |
| Copa Argentina 2016-17 | 3ª ronda | 6  | 4 | 1 | 1 | 10 | 5  |
| Total                  | -        | 14 | 7 | 3 | 4 | 17 | 13 |

| Liga Rafaelina 1944 |              | 11 | 3  | 4  | 4 | 19  | 19 |
| Liga Rafaelina 1967 | 1°           | 12 | 8  | 3  | 1 | 16  | 7  |
| 1997-2018           | No participó | -  | -  | -  | - | -   | -  |
| Liga Rafaelina 2019 | 0°           | -  | -  | -  | - | -   | -  |
| Liga Rafaelina 2021 | 0°           | -  | -  | -  | - | -   | -  |
| Apertura 2022       | 1°           | 17 | 14 | 3  | 0 | 46  | 9  |
| Clausura 2022       | 1°           | 17 | 13 | 4  | 0 | 43  | 9  |
| Apertura 2023       | 1°           | 10 | 6  | 3  | 1 | 24  | 8  |
| Clausura 2023       | 2°           | 17 | 12 | 4  | 1 | 33  | 12 |
| Apertura 2024       | 0°           | -  | -  | -  | - | -   | -  |
| Clausura 2024       | 0°           | 9  | 6  | 2  | 1 | 16  | 7  |
| Total               |              | 93 | 62 | 23 | 8 | 197 | 71 |

| Copa Rafaelina 2022               | Semifinal        | 4  | 2 | 1 | 1 | 3  | 3  |
| Copa Rafaelina 2023               | Subcampeón       | 5  | 4 | 0 | 1 | 11 | 6  |
| Copa Rafaelina 2024               | Cuartos de final | 3  | 2 | 0 | 1 | 7  | 6  |
| Copa Rafaelina 2024 Copa de Plata | En disputa       | 1  | 1 | 0 | 0 | 2  | 1  |
| Total                             |                  | 13 | 9 | 1 | 3 | 23 | 16 |

| Copa Santa Fe 2016 | Octavos de final | 3  | 1 | 1 | 1 | 2  | 3  |
| Copa Santa Fe 2017 | 3ª ronda         | 2  | 0 | 1 | 1 | 1  | 2  |
| Copa Santa Fe 2018 | 2ª ronda         | 2  | 0 | 0 | 2 | 1  | 5  |
| Copa Santa Fe 2019 | Semifinal        | 6  | 4 | 0 | 2 | 9  | 2  |
| Copa Santa Fe 2022 | Octavos de final | 3  | 2 | 0 | 1 | 6  | 4  |
| Copa Santa Fe 2023 | Cuartos de final | 4  | 2 | 2 | 0 | 5  | 3  |
| Total              | -                | 20 | 9 | 4 | 7 | 24 | 19 |

#### Resumen estadístico
| Competición                         | PJ  | PG  | PE  | PP  | GF  | GC  | Mejor resultado |
| ----------------------------------- | --- | --- | --- | --- | --- | --- | --------------- |
| Era profesional                     |     |     |     |     |     |     |                 |
| Segunda División                    | 117 | 33  | 32  | 52  | 113 | 143 | 12º Puesto      |
| Tercera División                    | 248 | 91  | 72  | 85  | 341 | 309 | Campeón (1)     |
| Cuarta División                     | 293 | 123 | 94  | 76  | 414 | 290 | Campeón (1)     |
| Copa Nacional                       | 14  | 7   | 3   | 4   | 17  | 13  | Quinta Ronda    |
| Subtotal era profesional            | 692 | 263 | 205 | 224 | 909 | 774 | 2 Títulos       |
| Era amateur                         |     |     |     |     |     |     |                 |
| Liga Rafaelina                      | ?   | ?   | ?   | ?   | ?   | ?   | Campeón (8)     |
| Copa Rafaelina                      | 13  | 9   | 1   | 3   | 23  | 16  | Semifinal       |
| Supercopa Rafaelina                 | 1   | 0   | 1   | 0   | 1   | 1   | Campeón (1)     |
| Copa Provincial                     | 20  | 9   | 4   | 7   | 24  | 19  | Semifinal       |
| Copa Federación                     | ?   | ?   | ?   | ?   | ?   | ?   | Campeón (1)     |
| Subtotal era amateur                | ?   | ?   | ?   | ?   | ?   | ?   | 10 Títulos      |
| Total Era amateur y Era profesional | ?   | ?   | ?   | ?   | ?   | ?   | 11 Títulos      |

* En negrita las competiciones actuales.

## Palmarés
| Torneos Nacionales                    | Torneos Nacionales | Torneos Nacionales |
| Competición                           | Títulos | Subcampeonatos     |
| Tercera División                      | Tercera División | Tercera División   |
| ------------------------------------- | --- | ------------------ |
| Argentino A (1/0)                     | 2004-05 |                    |
| Cuarta División                       | |                    |
| Argentino B (1/0)                     | 1996-97 |                    |
| Federal B (0/1)                       | | 2016               |
| Torneo Regional Federal Amateur (1/1) | 2024-25 | 2020-21            |
| Torneos Provinciales                  | |                    |
| Competición                           | Títulos | Subcampeonatos     |
| Copa Provincial (1/0)                 | 1996 |                    |
| Torneos Regionales                    | |                    |
| Competición                           | Títulos | Subcampeonatos     |
| Liga Rafaelina de Fútbol (17)         | 1967, Torneo Clasificación 1992, Torneo Absoluto 1992, Torneo Clasificación 1993, Torneo Clasificación 1995, C.1997, Campeón Absoluto 1997, C.1998, A.1999, A.2000, Campeón Absoluto 2000, A.2013, Torneo Super Preparación 2014, A.2014, A 2017, A 2022, Campeón Absoluto 2022 | Se desconoce       |

## Historial
| Equipo Rival                        | Provincia              | PJ | PG | PE | PP | GF | GC | Último                |
| ----------------------------------- | ---------------------- | -- | -- | -- | -- | -- | -- | --------------------- |
| 13 de junio de Pirane               | Formosa                | 14 | 6  | 5  | 3  | 26 | 13 |                       |
| 9 de Julio de Morteros              | Córdoba                | 10 | 2  | 3  | 5  | 7  | 13 |                       |
| 9 de Julio de Rafaela               | Santa Fe               | 39 | 12 | 12 | 15 | 42 | 45 | 06-11-2022            |
| Achirense                           | Entre Ríos             | 6  | 3  | 2  | 1  | 7  | 5  | 26-05-2019            |
| Adelante                            | Santa Fe               | 2  | 0  | 1  | 1  | 2  | 3  |                       |
| ADIUR                               | Santa Fe               | 6  | 6  | 0  | 0  | 11 | 0  | 31-01-2021            |
| Aldosivi                            | Buenos Aires           | 8  | 4  | 2  | 2  | 12 | 7  |                       |
| Alianza                             | San Juan               | 2  | 0  | 1  | 1  | 1  | 2  |                       |
| Almagro                             | Buenos Aires           | 6  | 1  | 0  | 5  | 3  | 10 |                       |
| Almirante Brown                     | Buenos Aires           | 2  | 0  | 1  | 1  | 0  | 2  |                       |
| Almirante Brown (L)                 | Tucumán                | 1  | 0  | 0  | 1  | 1  | 2  | 2015                  |
| Alumni                              | Córdoba                | 4  | 3  | 1  | 0  | 10 | 5  | 10-04-2016            |
| Amalia                              | Tucumán                | 1  | 1  | 0  | 0  | 5  | 0  | 2015                  |
| Aprendices Casildenses              | Santa Fe               | 2  | 2  | 0  | 0  | 5  | 1  |                       |
| Argentino Quilmes                   | Santa Fe               | 2  | 1  | 1  | 0  | 3  | 2  |                       |
| Atenas                              | Córdoba                | 4  | 2  | 1  | 1  | 5  | 4  |                       |
| Ateneo                              | Santa Fe               | 2  | 2  | 0  | 0  | 5  | 0  | 22-02-2020            |
| Atlético Candelaria                 | Misiones               | 4  | 3  | 0  | 1  | 11 | 4  |                       |
| Atlético Concepción                 | Tucumán                | 2  | 1  | 0  | 1  | 3  | 2  |                       |
| Atlético Paraná                     | Entre Ríos             | 9  | 2  | 4  | 3  | 13 | 13 | 22-02-2021            |
| Atlético Rafaela                    | Santa Fe               | 7  | 4  | 1  | 2  | 9  | 7  | 20-06-19              |
| Atlético San Jorge                  | Santa Fe               | 20 | 9  | 3  | 8  | 29 | 24 | 15-03-2020            |
| Atlético Tucumán                    | Tucumán                | 4  | 1  | 1  | 2  | 7  | 10 |                       |
| Atlético Uruguay                    | Entre Ríos             | 4  | 3  | 0  | 1  | 7  | 4  | Torneo Federal B 2015 |
| Club Barraca (PdlL)                 | Corrientes             | 6  | 3  | 0  | 3  | 10 | 6  |                       |
| Belgrano (Cba)                      | Córdoba                | 4  | 2  | 0  | 2  | 6  | 6  |                       |
| Belgrano de Paraná                  | Entre Ríos             | 9  | 3  | 6  | 0  | 8  | 4  | 15-02-17              |
| Boca Unidos                         | Corrientes             | 4  | 0  | 2  | 2  | 1  | 5  |                       |
| Brown de Arrecifes                  | Buenos Aires           | 2  | 1  | 0  | 1  | 2  | 2  |                       |
| C.A.I.                              | Chubut                 | 8  | 1  | 3  | 4  | 8  | 14 |                       |
| Camioneros                          | Buenos Aires           | 2  | 0  | 1  | 1  | 3  | 4  | 21-02-17              |
| Central Córdoba (R)                 | Santa Fe               | 2  | 0  | 0  | 2  | 0  | 2  | 21-07-19              |
| Central Córdoba (SdE)               | Santiago del Estero    | 2  | 1  | 1  | 0  | 4  | 3  |                       |
| Chacarita                           | Buenos Aires           | 6  | 1  | 2  | 3  | 4  | 8  |                       |
| Cipolletti                          | Río Negro              | 2  | 0  | 0  | 2  | 2  | 4  |                       |
| Colegiales (C)                      | Entre Ríos             | 8  | 2  | 3  | 3  | 9  | 13 | 2015                  |
| Colón (SJ)                          | Santa Fe               | 2  | 0  | 1  | 1  | 0  | 2  | 23-03-19              |
| Complejo Deportivo Teniente Origone | Córdoba                | 4  | 2  | 0  | 2  | 8  | 4  |                       |
| Coronel Aguirre                     | Santa Fe               | 6  | 3  | 1  | 2  | 11 | 8  | 04-11-17              |
| Cosmos FC                           | Santa Fe               | 4  | 2  | 2  | 0  | 8  | 5  | 31-03-19              |
| Cultural Argentino                  | La Pampa               | 4  | 3  | 1  | 0  | 5  | 2  |                       |
| Crucero del Norte                   | Misiones               | 2  | 1  | 0  | 1  | 4  | 2  |                       |
| Defensa Y Justicia                  | Buenos Aires           | 6  | 0  | 2  | 4  | 3  | 9  |                       |
| Defensores de Pronunciamiento       | Entre Ríos             | 8  | 3  | 4  | 1  | 10 | 7  | Torneo Federal B 2015 |
| Deportivo Patagones                 | Buenos Aires           | 2  | 2  | 0  | 0  | 5  | 0  |                       |
| Desamparados                        | San Juan               | 4  | 2  | 1  | 1  | 4  | 2  | 21-05-2016            |
| Douglas Haig                        | Buenos Aires           | 8  | 5  | 1  | 2  | 11 | 8  |                       |
| El Porvenir                         | Buenos Aires           | 2  | 0  | 2  | 0  | 0  | 0  |                       |
| Estudiantes de Río Cuarto           | Córdoba                | 3  | 0  | 3  | 0  | 4  | 4  |                       |
| Exalumnos Esc. N°185                | Misiones               | 6  | 3  | 3  | 0  | 15 | 9  |                       |
| Ferro Carril Oeste                  | Ciudad de Buenos Aires | 6  | 2  | 2  | 4  | 6  | 7  |                       |
| Ferro de Concordia                  | Entre Ríos             | 2  | 0  | 2  | 0  | 2  | 2  |                       |
| Florida                             | Santa Fe               | 2  | 0  | 1  | 1  | 1  | 2  | 01-07-2017            |
| Gral. Belgrano                      | La Pampa               | 6  | 3  | 1  | 2  | 11 | 7  |                       |
| General Paz Juniors                 | Córdoba                | 16 | 7  | 3  | 6  | 22 | 24 |                       |
| Germinal                            | Chubut                 | 2  | 2  | 0  | 0  | 6  | 1  |                       |
| Güemes (SdE)                        | Santiago del Estero    | 1  | 0  | 0  | 1  | 0  | 2  | 2015                  |
| Guillermo Brown                     | Chubut                 | 2  | 2  | 0  | 0  | 4  | 0  |                       |
| Gimnasia de Concepción del Uruguay  | Entre Ríos             | 15 | 3  | 6  | 6  | 12 | 17 |                       |
| Gimnasia y Tiro de Salta            | Salta                  | 10 | 3  | 4  | 3  | 17 | 14 |                       |
| Godoy Cruz                          | Mendoza                | 4  | 1  | 1  | 2  | 3  | 4  |                       |
| Huracán                             | Ciudad de Buenos Aires | 4  | 1  | 1  | 2  | 7  | 10 |                       |
| Huracán de Corrientes               | Corrientes             | 6  | 4  | 2  | 0  | 11 | 4  |                       |
| Huracán de Tres Arroyos             | Buenos Aires           | 8  | 4  | 1  | 3  | 11 | 10 |                       |
| Instituto                           | Córdoba                | 5  | 1  | 2  | 2  | 6  | 6  |                       |
| Independiente Rivadavia             | Mendoza                | 2  | 0  | 1  | 1  | 1  | 2  |                       |
| Jorge Newbery de Venado Tuerto      | Santa Fe               | 2  | 0  | 1  | 1  | 0  | 1  |                       |
| Juventud Antoniana                  | Salta                  | 4  | 1  | 2  | 1  | 5  | 5  |                       |
| Juventud de Pergamino               | Buenos Aires           | 2  | 1  | 1  | 0  | 1  | 0  |                       |
| Juventud Pueyrredón                 | Santa Fe               | 2  | 1  | 1  | 0  | 4  | 3  | 29-10-2017            |
| Juventud Unida de San Luis          | San Luis               | 2  | 1  | 1  | 0  | 2  | 0  |                       |
| Juventud Unida de Gualeguaychu      | Entre Ríos             | 2  | 1  | 0  | 1  | 2  | 4  |                       |
| La Emilia de San Nicolas            | Buenos Aires           | 2  | 0  | 1  | 1  | 1  | 2  |                       |
| La Florida de Tucumán               | Tucumán                | 2  | 1  | 0  | 1  | 2  | 3  |                       |
| La Salle Jobson                     | Santa Fe               | 3  | 1  | 2  | 0  | 5  | 2  | Torneo Federal B 2015 |
| Las Heras de Concordia              | Entre Ríos             | 4  | 2  | 0  | 2  | 5  | 6  |                       |
| Las Palmas                          | Córdoba                | 2  | 1  | 1  | 0  | 2  | 1  | 08-05-2016            |
| Libertad (C)                        | Entre Ríos             | 2  | 1  | 0  | 1  | 3  | 3  | Torneo Federal B 2015 |
| Libertad (S)                        | Santa Fe               | 14 | 7  | 1  | 6  | 18 | 13 | 22-05-2019            |
| Nueva Chicago                       | Buenos Aires           | 4  | 0  | 1  | 3  | 3  | 7  |                       |
| Ñuñorco                             | Tucumán                | 14 | 4  | 5  | 5  | 26 | 27 |                       |
| Obras Sanitarias                    | Buenos Aires           | 2  | 2  | 0  | 0  | 6  | 1  |                       |
| Olimpo                              | Buenos Aires           | 2  | 0  | 0  | 2  | 2  | 6  |                       |
| Patronato                           | Entre Ríos             | 20 | 7  | 4  | 9  | 22 | 27 |                       |
| Platense                            | Buenos Aires           | 4  | 2  | 1  | 1  | 5  | 3  |                       |
| Porvenir Talleres                   | Santa Fe               | 2  | 2  | 0  | 0  | 5  | 2  |                       |
| Puerto San Martín                   | Santa Fe               | 6  | 2  | 2  | 2  | 6  | 5  | 14-04-2019            |
| Quilmes                             | Buenos Aires           | 2  | 1  | 1  | 0  | 3  | 2  |                       |
| Racing de Córdoba                   | Córdoba                | 9  | 3  | 2  | 4  | 11 | 13 | 28-02-2021            |
| Real Arroyo Seco                    | Santa Fe               | 4  | 1  | 3  | 0  | 6  | 3  |                       |
| Renato Cesarini                     | Santa Fe               | 2  | 1  | 1  | 0  | 3  | 2  |                       |
| Rivadavia de Arroyo Cabral          | Buenos Aires           | 2  | 2  | 0  | 0  | 8  | 0  |                       |
| Rivadavia de Lincoln                | Buenos Aires           | 6  | 3  | 0  | 3  | 3  | 4  |                       |
| Rivadavia de Venado Tuerto          | Santa Fe               | 8  | 5  | 2  | 1  | 14 | 8  | 08-10-2017            |
| Sanjustino                          | Santa Fe               | 7  | 0  | 7  | 0  | 5  | 5  | 2015                  |
| San Martín de Mendoza               | Mendoza                | 2  | 1  | 0  | 1  | 2  | 1  |                       |
| San Martín de San Juan              | San Juan               | 4  | 0  | 2  | 2  | 1  | 5  |                       |
| San Martín de Tucumán               | Tucumán                | 6  | 1  | 1  | 4  | 4  | 10 |                       |
| Santamarina                         | Buenos Aires           | 2  | 0  | 1  | 1  | 1  | 4  |                       |
| Sarmiento (La Banda)                | Santiago del Estero    | 2  | 2  | 0  | 0  | 7  | 2  |                       |
| Sarmiento                           | Chaco                  | 2  | 0  | 2  | 0  | 2  | 2  |                       |
| Sportivo Belgrano                   | Córdoba                | 2  | 0  | 0  | 2  | 1  | 3  |                       |
| Sportivo Las Parejas                | Santa Fe               | 5  | 0  | 1  | 4  | 3  | 11 |                       |
| Sastre                              | Santa Fe               | 2  | 0  | 0  | 2  | 1  | 5  | 03-06-2018            |
| Talleres (C)                        | Córdoba                | 8  | 3  | 1  | 4  | 5  | 9  |                       |
| Talleres de Perico                  | Jujuy                  | 8  | 4  | 2  | 2  | 16 | 7  |                       |
| Textil Mandiyú                      | Corrientes             | 2  | 0  | 1  | 1  | 0  | 1  | 17-12-2016            |
| Tigre                               | Buenos Aires           | 4  | 0  | 2  | 2  | 1  | 3  |                       |
| Tiro Federal (R)                    | Santa Fe               | 20 | 9  | 7  | 4  | 23 | 17 | 01-10-17              |
| Tiro Federal (M)                    | Córdoba                | 8  | 3  | 2  | 3  | 12 | 15 |                       |
| Unión (MdP)                         | Buenos Aires           | 2  | 1  | 1  | 0  | 6  | 1  |                       |
| Union (SF)                          | Santa Fe               | 8  | 2  | 2  | 4  | 7  | 11 | 29-06-2019            |
| Union (SdE)                         | Santiago del Estero    | 1  | 0  | 0  | 1  | 0  | 2  | 2015                  |
| Union (S)                           | Santa Fe               | 20 | 5  | 9  | 6  | 25 | 26 |                       |
| Union FC                            | Santa Fe               | 2  | 0  | 1  | 1  | 0  | 1  | 12-11-2017            |
| Viale                               | Entre Ríos             | 3  | 2  | 1  | 0  | 5  | 2  | Federal B 2015        |
| Villa Mitre                         | Buenos Aires           | 6  | 2  | 2  | 2  | 11 | 10 |                       |
| Villa Cubas                         | Catamarca              | 1  | 0  | 0  | 1  | 0  | 1  | 2015                  |

- Con rojo los equipos de la Liga Rafaelina de Fútbol

## Baloncesto

### Torneos Nacionales (3)
- Campeón Liga Federativa "C": 1994/95
- Campeón Torneo Nacional de Ascenso: 2001/02
- Campeón Liga Nacional de Básquet: 2004/05

### Torneos internacionales (1)
- Campeón Liga Sudamericana de Clubes: 2006[19]

### Liga Nacional de Básquet (LNB) (1985-2006)
- 2002-2003 LNB: 10
- 2003-2004 LNB: 7
- 2004-2005 LNB: Campeón
- 2005-2006 LNB: 3
- 2006-2007 LNB: 6
- 2006-2007 LNB: 12
- 2008-2009 LNB: Descendió al TNA

### Plantel campeón Temporada 2004/05
| \| N.º \| Posición \| Nombre \| Nombre \| \| --- \| --------- \| ------ \| ------------------ \| \| 4 \| Base \| \| Raymundo Legaria \| \| \| Base \| \| Daniel Ederra \| \| 8 \| Base \| \| Pablo Albertinazzi \| \| \| Base \| \| Leonardo Else \| \| 5 \| Escolta \| \| Diego García \| \| \| Escolta \| \| Fabián Elías Saad \| \| 3 \| Escolta \| \| Alberto Pastori \| \| 15 \| Alero \| \| Ramzee Stanton \| \| 7 \| Alero \| \| Eduardo Calvelli \| \| 12 \| Alero \| \| Ignacio Ravellino \| \| 10 \| Ala Pivot \| \| Leonardo Gutiérrez \| \| 6 \| Ala Pivot \| \| Jason Osborne \| \| 13 \| Pivot \| \| Guillermo Sacavino \| \| 9 \| Pivot \| \| Walter Storani \| |           |        |                    |
| N.º | Posición  | Nombre | Nombre             |
| 4 | Base      |        | Raymundo Legaria   |
| | Base      |        | Daniel Ederra      |
| 8 | Base      |        | Pablo Albertinazzi |
| | Base      |        | Leonardo Else      |
| 5 | Escolta   |        | Diego García       |
| | Escolta   |        | Fabián Elías Saad  |
| 3 | Escolta   |        | Alberto Pastori    |
| 15 | Alero     |        | Ramzee Stanton     |
| 7 | Alero     |        | Eduardo Calvelli   |
| 12 | Alero     |        | Ignacio Ravellino  |
| 10 | Ala Pivot |        | Leonardo Gutiérrez |
| 6 | Ala Pivot |        | Jason Osborne      |
| 13 | Pivot     |        | Guillermo Sacavino |
| 9 | Pivot     |        | Walter Storani     |

Director Técnico:  Julio César Lamas